# Tour La Provence de 2020
A 5.ª edição da competição ciclista Tour La Provence foi uma carreira de ciclismo de estrada por etapas que se celebrou entre 13 e 16 de fevereiro de 2020 na França com início na cidade de Châteaurenard e final na cidade de Aix-en-Provence sobre um percurso de 635,1 quilómetros.
A carreira fez parte do UCI ProSeries de 2020, calendário ciclístico mundial de segunda divisão, dentro da categoria UCI 2.pro e foi vencida pelo colombiano Nairo Quintana da Arkéa Samsic. Completaram o pódio, como segundo e terceiro classificado respectivamente, o russo Aleksandr Vlasov e o cazaque Alexey Lutsenko, ambos da Astana.

## Equipas participantes
Tomaram parte na carreira 21 equipas: 14 de categoria UCI WorldTeam convidados pela organização, 5 de categoria UCI ProTeam e 2 de categoria Continental. Formaram assim um pelotão de 145 ciclistas dos que acabaram 126. As equipas participantes foram:
| Equipes WorldTeam (14)- CCC Team - Trek-Segafredo - Israel Start-Up Nation - EF Pro Cycling - AG2R La Mondiale - Jumbo-Visma - Groupama-FDJ - Team Sunweb - Deceuninck-Quick Step - Astana - Movistar Team - Cofidis - Ineos - NTT Pro Cycling Equipes ProTeam (5)- Arkéa-Samsic - B&B Hotels-Vital Concept p/b KTM - Total Direct Énergie - Nippo Delko One Provence - Circus-Wanty Gobert Equipes Continentais (2)- Saint Michel-Auber 93 - Natura4Ever-Roubaix Lille Métropole |
| |

## Percorrido
O Tour da Provence dispôs de quatro etapas dividido em duas etapas planas, uma etapa em media montanha, e uma etapa de montanha para um percurso total de 635,1 quilómetros.
| Etapa | Data    | Percurso                                 | type            | Distância (km) | Vencedor         | Líder geral      |
| ----- | ------- | ---------------------------------------- | --------------- | -------------- | ---------------- | ---------------- |
| 1     | 13 fev. | Châteaurenard – Saintes-Maries-de-la-Mer | etapa plana     | 149,5          | Nacer Bouhanni   | Nacer Bouhanni   |
| 2     | 14 fev. | Aubagne – La Ciotat                      | média montanha  | 174,9          | Aleksandr Vlasov | Aleksandr Vlasov |
| 3     | 15 fev. | Istres – Monte Ventor                    | alta montanha   | 140,2          | Nairo Quintana   | Nairo Quintana   |
| 4     | 16 fev. | Avinhão – Aix-en-Provence                | etapa escarpada | 170,5          | Owain Doull      | Nairo Quintana   |

## Desenvolvimento da carreira

### 1.ª etapa
| Châteaurenard - Saintes-Maries-de-la-Mer | etapa plana | (149,5 km) |

| \| Classificação por etapas \| Classificação por etapas \| Classificação por etapas \| Classificação por etapas \| Classificação por etapas \| \| Ciclista \| Ciclista \| Equipe \| Tempo \| \| \| ------------------------ \| ------------------------ \| ------------------------ \| ------------------------ \| ------------------------ \| \| 1. \| Nacer Bouhanni \| Arkéa-Samsic \| 3h16m35s \| \| \| 2. \| Jakub Mareczko \| CCC Team \| + 0s \| \| \| 3. \| Giacomo Nizzolo \| NTT Pro Cycling \| + 0s \| \| \| 4. \| Pierre Barbier \| Nippo-Delko One Provence \| + 0s \| \| \| 5. \| Hugo Hofstetter \| Israel Start-Up Nation \| + 0s \| \| \| 6. \| Christopher Lawless \| Team Ineos \| + 0s \| \| \| 7. \| Timothy Dupont \| Circus-Wanty Gobert \| + 0s \| \| \| 8. \| Kasper Asgreen \| Deceuninck-Quick Step \| + 0s \| \| \| 9. \| Marc Hirschi \| Team Sunweb \| + 0s \| \| \| 10. \| Quinn Simmons \| Trek-Segafredo \| + 0s \| \| |                     |                          |          |
| |                     |                          |          |
| Fonte: ProCyclingStats |                     |                          |          |
| Classificação por etapas |                     |                          |          |
| Ciclista | Ciclista            | Equipe                   | Tempo    |
| 1. | Nacer Bouhanni      | Arkéa-Samsic             | 3h16m35s |
| 2. | Jakub Mareczko      | CCC Team                 | + 0s     |
| 3. | Giacomo Nizzolo     | NTT Pro Cycling          | + 0s     |
| 4. | Pierre Barbier      | Nippo-Delko One Provence | + 0s     |
| 5. | Hugo Hofstetter     | Israel Start-Up Nation   | + 0s     |
| 6. | Christopher Lawless | Team Ineos               | + 0s     |
| 7. | Timothy Dupont      | Circus-Wanty Gobert      | + 0s     |
| 8. | Kasper Asgreen      | Deceuninck-Quick Step    | + 0s     |
| 9. | Marc Hirschi        | Team Sunweb              | + 0s     |
| 10. | Quinn Simmons       | Trek-Segafredo           | + 0s     |

| \| Classificação geral \| Classificação geral \| Classificação geral \| Classificação geral \| Classificação geral \| \| Ciclista \| Ciclista \| Equipe \| Tempo \| \| \| ------------------- \| ------------------- \| ------------------------ \| ------------------- \| ------------------- \| \| 1. \| Nacer Bouhanni \| Arkéa-Samsic \| 3h16m25s \| \| \| 2. \| Jakub Mareczko \| CCC Team \| + 4s \| \| \| 3. \| Giacomo Nizzolo \| NTT Pro Cycling \| + 6s \| \| \| 4. \| Charlie Quaterman \| Trek-Segafredo \| + 6s \| \| \| 5. \| Johan Jacobs \| Movistar Team \| + 6s \| \| \| 6. \| Louis Louvet \| Saint Michel-Auber 93 \| + 7s \| \| \| 7. \| Romain Combaud \| Nippo-Delko One Provence \| + 9s \| \| \| 8. \| Pierre Barbier \| Nippo-Delko One Provence \| + 10s \| \| \| 9. \| Hugo Hofstetter \| Israel Start-Up Nation \| + 10s \| \| \| 10. \| Christopher Lawless \| Team Ineos \| + 10s \| \| |                     |                          |          |
| |                     |                          |          |
| Fonte: ProCyclingStats |                     |                          |          |
| Classificação geral |                     |                          |          |
| Ciclista | Ciclista            | Equipe                   | Tempo    |
| 1. | Nacer Bouhanni      | Arkéa-Samsic             | 3h16m25s |
| 2. | Jakub Mareczko      | CCC Team                 | + 4s     |
| 3. | Giacomo Nizzolo     | NTT Pro Cycling          | + 6s     |
| 4. | Charlie Quaterman   | Trek-Segafredo           | + 6s     |
| 5. | Johan Jacobs        | Movistar Team            | + 6s     |
| 6. | Louis Louvet        | Saint Michel-Auber 93    | + 7s     |
| 7. | Romain Combaud      | Nippo-Delko One Provence | + 9s     |
| 8. | Pierre Barbier      | Nippo-Delko One Provence | + 10s    |
| 9. | Hugo Hofstetter     | Israel Start-Up Nation   | + 10s    |
| 10. | Christopher Lawless | Team Ineos               | + 10s    |

### 2.ª etapa
| Aubagne - La Ciotat | média montanha | (174,9 km) |

| \| Classificação por etapas \| Classificação por etapas \| Classificação por etapas \| Classificação por etapas \| Classificação por etapas \| \| Ciclista \| Ciclista \| Equipe \| Tempo \| \| \| ------------------------ \| ------------------------ \| ------------------------ \| ------------------------ \| ------------------------ \| \| 1. \| Aleksandr Vlasov \| Astana \| 4h30m57s \| \| \| 2. \| Wilco Kelderman \| Team Sunweb \| + 24s \| \| \| 3. \| Alexey Lutsenko \| Astana \| + 24s \| \| \| 4. \| Magnus Cort \| EF Pro Cycling \| + 24s \| \| \| 5. \| Andrea Bagioli \| Deceuninck-Quick Step \| + 24s \| \| \| 6. \| Edward Dunbar \| Team Ineos \| + 24s \| \| \| 7. \| Thibaut Pinot \| Groupama-FDJ \| + 24s \| \| \| 8. \| Nairo Quintana \| Arkéa-Samsic \| + 24s \| \| \| 9. \| Aurélien Paret-Peintre \| AG2R La Mondiale \| + 24s \| \| \| 10. \| David Gaudu \| Groupama-FDJ \| + 24s \| \| |                        |                       |          |
| |                        |                       |          |
| Fonte: ProCyclingStats |                        |                       |          |
| Classificação por etapas |                        |                       |          |
| Ciclista | Ciclista               | Equipe                | Tempo    |
| 1. | Aleksandr Vlasov       | Astana                | 4h30m57s |
| 2. | Wilco Kelderman        | Team Sunweb           | + 24s    |
| 3. | Alexey Lutsenko        | Astana                | + 24s    |
| 4. | Magnus Cort            | EF Pro Cycling        | + 24s    |
| 5. | Andrea Bagioli         | Deceuninck-Quick Step | + 24s    |
| 6. | Edward Dunbar          | Team Ineos            | + 24s    |
| 7. | Thibaut Pinot          | Groupama-FDJ          | + 24s    |
| 8. | Nairo Quintana         | Arkéa-Samsic          | + 24s    |
| 9. | Aurélien Paret-Peintre | AG2R La Mondiale      | + 24s    |
| 10. | David Gaudu            | Groupama-FDJ          | + 24s    |

| \| Classificação geral \| Classificação geral \| Classificação geral \| Classificação geral \| Classificação geral \| \| Ciclista \| Ciclista \| Equipe \| Tempo \| \| \| ------------------- \| ---------------------- \| ------------------- \| ------------------- \| ------------------- \| \| 1. \| Aleksandr Vlasov \| Astana \| 7h47m22s \| \| \| 2. \| Wilco Kelderman \| Team Sunweb \| + 28s \| \| \| 3. \| Alexey Lutsenko \| Astana \| + 30s \| \| \| 4. \| Magnus Cort \| EF Pro Cycling \| + 34s \| \| \| 5. \| Alex Aranburu \| Astana \| + 34s \| \| \| 6. \| Aurélien Paret-Peintre \| AG2R La Mondiale \| + 34s \| \| \| 7. \| Thibaut Pinot \| Groupama-FDJ \| + 34s \| \| \| 8. \| Nairo Quintana \| Arkéa-Samsic \| + 34s \| \| \| 9. \| Edward Dunbar \| Team Ineos \| + 34s \| \| \| 10. \| David Gaudu \| Groupama-FDJ \| + 34s \| \| |                        |                  |          |
| |                        |                  |          |
| Fonte: ProCyclingStats |                        |                  |          |
| Classificação geral |                        |                  |          |
| Ciclista | Ciclista               | Equipe           | Tempo    |
| 1. | Aleksandr Vlasov       | Astana           | 7h47m22s |
| 2. | Wilco Kelderman        | Team Sunweb      | + 28s    |
| 3. | Alexey Lutsenko        | Astana           | + 30s    |
| 4. | Magnus Cort            | EF Pro Cycling   | + 34s    |
| 5. | Alex Aranburu          | Astana           | + 34s    |
| 6. | Aurélien Paret-Peintre | AG2R La Mondiale | + 34s    |
| 7. | Thibaut Pinot          | Groupama-FDJ     | + 34s    |
| 8. | Nairo Quintana         | Arkéa-Samsic     | + 34s    |
| 9. | Edward Dunbar          | Team Ineos       | + 34s    |
| 10. | David Gaudu            | Groupama-FDJ     | + 34s    |

### 3.ª etapa
| Istres - Monte Ventor | alta montanha | (140,2 km) |

| \| Classificação por etapas \| Classificação por etapas \| Classificação por etapas \| Classificação por etapas \| Classificação por etapas \| \| Ciclista \| Ciclista \| Equipe \| Tempo \| \| \| ------------------------ \| ------------------------ \| ------------------------ \| ------------------------ \| ------------------------ \| \| 1. \| Nairo Quintana \| Arkéa-Samsic \| 3h36m26s \| \| \| 2. \| Alexey Lutsenko \| Astana \| + 1m28s \| \| \| 3. \| Hugh Carthy \| EF Pro Cycling \| + 1m28s \| \| \| 4. \| Aleksandr Vlasov \| Astana \| + 1m28s \| \| \| 5. \| Edward Dunbar \| Team Ineos \| + 2m11s \| \| \| 6. \| Sepp Kuss \| Jumbo-Visma \| + 2m12s \| \| \| 7. \| Wilco Kelderman \| Team Sunweb \| + 2m12s \| \| \| 8. \| Jesús Herrada \| Cofidis \| + 2m12s \| \| \| 9. \| Thibaut Pinot \| Groupama-FDJ \| + 2m12s \| \| \| 10. \| David Gaudu \| Groupama-FDJ \| + 2m25s \| \| |                  |                |          |
| |                  |                |          |
| Fonte: ProCyclingStats |                  |                |          |
| Classificação por etapas |                  |                |          |
| Ciclista | Ciclista         | Equipe         | Tempo    |
| 1. | Nairo Quintana   | Arkéa-Samsic   | 3h36m26s |
| 2. | Alexey Lutsenko  | Astana         | + 1m28s  |
| 3. | Hugh Carthy      | EF Pro Cycling | + 1m28s  |
| 4. | Aleksandr Vlasov | Astana         | + 1m28s  |
| 5. | Edward Dunbar    | Team Ineos     | + 2m11s  |
| 6. | Sepp Kuss        | Jumbo-Visma    | + 2m12s  |
| 7. | Wilco Kelderman  | Team Sunweb    | + 2m12s  |
| 8. | Jesús Herrada    | Cofidis        | + 2m12s  |
| 9. | Thibaut Pinot    | Groupama-FDJ   | + 2m12s  |
| 10. | David Gaudu      | Groupama-FDJ   | + 2m25s  |

| \| Classificação geral \| Classificação geral \| Classificação geral \| Classificação geral \| Classificação geral \| \| Ciclista \| Ciclista \| Equipe \| Tempo \| \| \| ------------------- \| ------------------- \| ------------------- \| ------------------- \| ------------------- \| \| 1. \| Nairo Quintana \| Arkéa-Samsic \| 11h24m12s \| \| \| 2. \| Aleksandr Vlasov \| Astana \| + 1m04s \| \| \| 3. \| Alexey Lutsenko \| Astana \| + 1m28s \| \| \| 4. \| Hugh Carthy \| EF Pro Cycling \| + 1m38s \| \| \| 5. \| Wilco Kelderman \| Team Sunweb \| + 2m16s \| \| \| 6. \| Edward Dunbar \| Team Ineos \| + 2m21s \| \| \| 7. \| Thibaut Pinot \| Groupama-FDJ \| + 2m22s \| \| \| 8. \| Sepp Kuss \| Jumbo-Visma \| + 2m26s \| \| \| 9. \| Jesús Herrada \| Cofidis \| + 2m26s \| \| \| 10. \| David Gaudu \| Groupama-FDJ \| + 2m35s \| \| |                  |                |           |
| |                  |                |           |
| Fonte: ProCyclingStats |                  |                |           |
| Classificação geral |                  |                |           |
| Ciclista | Ciclista         | Equipe         | Tempo     |
| 1. | Nairo Quintana   | Arkéa-Samsic   | 11h24m12s |
| 2. | Aleksandr Vlasov | Astana         | + 1m04s   |
| 3. | Alexey Lutsenko  | Astana         | + 1m28s   |
| 4. | Hugh Carthy      | EF Pro Cycling | + 1m38s   |
| 5. | Wilco Kelderman  | Team Sunweb    | + 2m16s   |
| 6. | Edward Dunbar    | Team Ineos     | + 2m21s   |
| 7. | Thibaut Pinot    | Groupama-FDJ   | + 2m22s   |
| 8. | Sepp Kuss        | Jumbo-Visma    | + 2m26s   |
| 9. | Jesús Herrada    | Cofidis        | + 2m26s   |
| 10. | David Gaudu      | Groupama-FDJ   | + 2m35s   |

### 4.ª etapa
| Avinhão - Aix-en-Provence | etapa escarpada | (170,5 km) |

| \| Classificação por etapas \| Classificação por etapas \| Classificação por etapas \| Classificação por etapas \| Classificação por etapas \| \| Ciclista \| Ciclista \| Equipe \| Tempo \| \| \| ------------------------ \| ------------------------ \| ------------------------ \| ------------------------ \| ------------------------ \| \| 1. \| Owain Doull \| Team Ineos \| 4h07m32s \| \| \| 2. \| Matthias Brändle \| Israel Start-Up Nation \| + 0s \| \| \| 3. \| Ian Garrison \| Deceuninck-Quick Step \| + 2s \| \| \| 4. \| Romain Combaud \| Nippo-Delko One Provence \| + 2s \| \| \| 5. \| Alexey Lutsenko \| Astana \| + 6s \| \| \| 6. \| Damien Touzé \| Cofidis \| + 6s \| \| \| 7. \| Pascal Eenkhoorn \| Jumbo-Visma \| + 6s \| \| \| 8. \| Magnus Cort \| EF Pro Cycling \| + 6s \| \| \| 9. \| Kasper Asgreen \| Deceuninck-Quick Step \| + 6s \| \| \| 10. \| Quinn Simmons \| Trek-Segafredo \| + 6s \| \| |                  |                          |          |
| |                  |                          |          |
| Fonte: ProCyclingStats |                  |                          |          |
| Classificação por etapas |                  |                          |          |
| Ciclista | Ciclista         | Equipe                   | Tempo    |
| 1. | Owain Doull      | Team Ineos               | 4h07m32s |
| 2. | Matthias Brändle | Israel Start-Up Nation   | + 0s     |
| 3. | Ian Garrison     | Deceuninck-Quick Step    | + 2s     |
| 4. | Romain Combaud   | Nippo-Delko One Provence | + 2s     |
| 5. | Alexey Lutsenko  | Astana                   | + 6s     |
| 6. | Damien Touzé     | Cofidis                  | + 6s     |
| 7. | Pascal Eenkhoorn | Jumbo-Visma              | + 6s     |
| 8. | Magnus Cort      | EF Pro Cycling           | + 6s     |
| 9. | Kasper Asgreen   | Deceuninck-Quick Step    | + 6s     |
| 10. | Quinn Simmons    | Trek-Segafredo           | + 6s     |

## Classificações finais
- As classificações finalizaram da seguinte forma:[4]

### Classificação geral
| \| Classificação geral \| Classificação geral \| Classificação geral \| Classificação geral \| Classificação geral \| \| Ciclista \| Ciclista \| Equipe \| Tempo \| \| \| ------------------- \| ---------------------- \| ------------------- \| ------------------- \| ------------------- \| \| 1. \| Nairo Quintana \| Arkéa-Samsic \| 15h31m50s \| \| \| 2. \| Aleksandr Vlasov \| Astana \| + 1m04s \| \| \| 3. \| Alexey Lutsenko \| Astana \| + 1m28s \| \| \| 4. \| Hugh Carthy \| EF Pro Cycling \| + 1m38s \| \| \| 5. \| Wilco Kelderman \| Team Sunweb \| + 2m16s \| \| \| 6. \| Edward Dunbar \| Team Ineos \| + 2m21s \| \| \| 7. \| Thibaut Pinot \| Groupama-FDJ \| + 2m22s \| \| \| 8. \| Sepp Kuss \| Jumbo-Visma \| + 2m26s \| \| \| 9. \| Jesús Herrada \| Cofidis \| + 2m26s \| \| \| 10. \| David Gaudu \| Groupama-FDJ \| + 2m35s \| \| \| 11. \| Aurélien Paret-Peintre \| AG2R La Mondiale \| + 2m44s \| \| \| 12. \| Fausto Masnada \| CCC Team \| + 3m15s \| \| \| 13. \| Niklas Eg \| Trek-Segafredo \| + 3m50s \| \| \| 14. \| Domenico Pozzovivo \| NTT Pro Cycling \| + 3m51s \| \| \| 15. \| Robert Gesink \| Jumbo-Visma \| + 3m53s \| \| |                        |                  |           |
| |                        |                  |           |
| Fonte: ProCyclingStats |                        |                  |           |
| Classificação geral |                        |                  |           |
| Ciclista | Ciclista               | Equipe           | Tempo     |
| 1. | Nairo Quintana         | Arkéa-Samsic     | 15h31m50s |
| 2. | Aleksandr Vlasov       | Astana           | + 1m04s   |
| 3. | Alexey Lutsenko        | Astana           | + 1m28s   |
| 4. | Hugh Carthy            | EF Pro Cycling   | + 1m38s   |
| 5. | Wilco Kelderman        | Team Sunweb      | + 2m16s   |
| 6. | Edward Dunbar          | Team Ineos       | + 2m21s   |
| 7. | Thibaut Pinot          | Groupama-FDJ     | + 2m22s   |
| 8. | Sepp Kuss              | Jumbo-Visma      | + 2m26s   |
| 9. | Jesús Herrada          | Cofidis          | + 2m26s   |
| 10. | David Gaudu            | Groupama-FDJ     | + 2m35s   |
| 11. | Aurélien Paret-Peintre | AG2R La Mondiale | + 2m44s   |
| 12. | Fausto Masnada         | CCC Team         | + 3m15s   |
| 13. | Niklas Eg              | Trek-Segafredo   | + 3m50s   |
| 14. | Domenico Pozzovivo     | NTT Pro Cycling  | + 3m51s   |
| 15. | Robert Gesink          | Jumbo-Visma      | + 3m53s   |

### Classificação da montanha
| Classificação da montanha | Classificação da montanha | Classificação da montanha        | Classificação da montanha | Classificação da montanha |
| Ciclista                  | Ciclista                  | Equipe                           | Pontos                    |                           |
| ------------------------- | ------------------------- | -------------------------------- | ------------------------- | ------------------------- |
| 1.                        | Jonas Koch                | CCC Team                         | 18 pts                    |                           |
| 2.                        | Victor Lafay              | Cofidis                          | 14 pts                    |                           |
| 3.                        | Romain Combaud            | Nippo-Delko One Provence         | 13 pts                    |                           |
| 4.                        | Johan Jacobs              | Movistar Team                    | 8 pts                     |                           |
| 5.                        | Nairo Quintana            | Arkéa-Samsic                     | 7 pts                     |                           |
| 6.                        | Ian Garrison              | Deceuninck-Quick Step            | 7 pts                     |                           |
| 7.                        | Cyril Barthe              | B&B Hotels-Vital Concept p/b KTM | 7 pts                     |                           |
| 8.                        | Alexey Lutsenko           | Astana                           | 5 pts                     |                           |
| 9.                        | Owain Doull               | Team Ineos                       | 4 pts                     |                           |
| 10.                       | Timothy Dupont            | Circus-Wanty Gobert              | 4 pts                     |                           |

### Classificação dos pontos
| Classificação por pontos | Classificação por pontos | Classificação por pontos | Classificação por pontos | Classificação por pontos |
| Ciclista                 | Ciclista                 | Equipe                   | Pontos                   |                          |
| ------------------------ | ------------------------ | ------------------------ | ------------------------ | ------------------------ |
| 1.                       | Alexey Lutsenko          | Astana                   | 30 pts                   |                          |
| 2.                       | Aleksandr Vlasov         | Astana                   | 24 pts                   |                          |
| 3.                       | Nairo Quintana           | Arkéa-Samsic             | 20 pts                   |                          |
| 4.                       | Wilco Kelderman          | Team Sunweb              | 18 pts                   |                          |
| 5.                       | Owain Doull              | Team Ineos               | 15 pts                   |                          |
| 6.                       | Romain Combaud           | Nippo-Delko One Provence | 15 pts                   |                          |
| 7.                       | Edward Dunbar            | Team Ineos               | 15 pts                   |                          |
| 8.                       | Magnus Cort              | EF Pro Cycling           | 14 pts                   |                          |
| 9.                       | Rémi Cavagna             | Deceuninck-Quick Step    | 13 pts                   |                          |
| 10.                      | Ian Garrison             | Deceuninck-Quick Step    | 13 pts                   |                          |

### Classificação dos jovens
| Classificação dos jovens | Classificação dos jovens | Classificação dos jovens | Classificação dos jovens | Classificação dos jovens |
| Ciclista                 | Ciclista                 | Equipe                   | Tempo                    |                          |
| ------------------------ | ------------------------ | ------------------------ | ------------------------ | ------------------------ |
| 1.                       | Aleksandr Vlasov         | Astana                   | 15h32m54s                |                          |
| 2.                       | Edward Dunbar            | Team Ineos               | + 1m17s                  |                          |
| 3.                       | David Gaudu              | Groupama-FDJ             | + 1m31s                  |                          |
| 4.                       | Aurélien Paret-Peintre   | AG2R La Mondiale         | + 1m40s                  |                          |
| 5.                       | Niklas Eg                | Trek-Segafredo           | + 2m46s                  |                          |
| 6.                       | Andrea Bagioli           | Deceuninck-Quick Step    | + 2m51s                  |                          |
| 7.                       | Sam Oomen                | Team Sunweb              | + 3m05s                  |                          |
| 8.                       | Pavel Sivakov            | Team Ineos               | + 3m40s                  |                          |
| 9.                       | Attila Valter            | CCC Team                 | + 4m41s                  |                          |
| 10.                      | Rémy Rochas              | Nippo-Delko One Provence | + 4m42s                  |                          |

### Classificação por equipas
| Classificação por equipes | Classificação por equipes | Classificação por equipes | Classificação por equipes |
| Equipe                    | Equipe                    | Tempo                     |                           |
| ------------------------- | ------------------------- | ------------------------- | ------------------------- |
| 1.                        | Astana                    | 46h43m02s                 |                           |
| 2.                        | Groupama-FDJ              | + 1m55s                   |                           |
| 3.                        | EF Pro Cycling            | + 2m38s                   |                           |
| 4.                        | Team Sunweb               | + 3m42s                   |                           |
| 5.                        | Jumbo-Visma               | + 3m49s                   |                           |
| 6.                        | AG2R La Mondiale          | + 6m02s                   |                           |
| 7.                        | Nippo Delko One Provence  | + 8m19s                   |                           |
| 8.                        | CCC Team                  | + 9m24s                   |                           |
| 9.                        | NTT Pro Cycling           | + 9m41s                   |                           |
| 10.                       | Arkéa-Samsic              | + 11m07s                  |                           |

## Evolução das classificações
| Etapa                 | Vencedor              | Classificação geral | Classificação da montanha | Classificação dos pontos | Classificação dos jovens | Classificação por equipas |
| --------------------- | --------------------- | ------------------- | ------------------------- | ------------------------ | ------------------------ | ------------------------- |
| 1.ª                   | Nacer Bouhanni        | Nacer Bouhanni      | Charlie Quarterman        | Nacer Bouhanni           | Charlie Quarterman       | Sunweb                    |
| 2.ª                   | Aleksandr Vlasov      | Aleksandr Vlasov    | Jonas Koch                | Aleksandr Vlasov         | Aleksandr Vlasov         | Astana                    |
| 3.ª                   | Nairo Quintana        | Nairo Quintana      | Jonas Koch                | Aleksandr Vlasov         | Aleksandr Vlasov         | Astana                    |
| 4.ª                   | Owain Doull           | Nairo Quintana      | Jonas Koch                | Alexey Lutsenko          | Aleksandr Vlasov         | Astana                    |
| Classificações finais | Classificações finais | Nairo Quintana      | Jonas Koch                | Alexey Lutsenko          | Aleksandr Vlasov         | Astana                    |

## UCI World Ranking
O Tour da Provence outorgou pontos para o UCI World Ranking para corredores das equipas nas categorias UCI WorldTeam, UCI ProTeam e Continental. As seguintes tabelas são o barómetro de pontuação e os 10 corredores que obtiveram mais pontos:
| Posição             | 1.º | 2.º | 3.º | 4.º | 5.º | 6.º | 7.º | 8.º | 9.º | 10.º | 11.º | 12.º | 13.º | 14.º | 15.º | 16.º-30.º | 31.º-40.º |
| Classificação geral | 200 | 150 | 125 | 100 | 85  | 70  | 60  | 50  | 40  | 35   | 30   | 25   | 20   | 15   | 10   | 5         | 3         |
| Por etapa           | 20  | 10  | 5   |     |     |     |     |     |     |      |      |      |      |      |      |           |           |
| Líder               | 5   |     |     |     |     |     |     |     |     |      |      |      |      |      |      |           |           |

| Classificação |                  |                            |       |       |       |       |
| Posição       | Ciclista         | Equipa                     | Geral | Etapa | Líder | Total |
| ------------- | ---------------- | -------------------------- | ----- | ----- | ----- | ----- |
| 1.º           | Nairo Quintana   | Arkéa Samsic               | 200   | 20    | 5     | 225   |
| 2.º           | Aleksandr Vlasov | Astana                     | 150   | 20    | 5     | 175   |
| 3.º           | Alexey Lutsenko  | Astana                     | 125   | 15    | -     | 140   |
| 4.º           | Hugh Carthy      | EF                         | 100   | 5     | -     | 105   |
| 5.º           | Wilco Kelderman  | Sunweb                     | 85    | 10    | -     | 95    |
| 6.º           | Edward Dunbar    | INEOS                      | 70    | -     | -     | 70    |
| 7.º           | Thibaut Pinot    | Groupama-FDJ               | 60    | -     | -     | 60    |
| 8.º           | Sepp Kuss        | Team Jumbo-Visma           | 50    | -     | -     | 50    |
| 9.º           | Jesús Herrada    | Cofidis, Solutions Crédits | 40    | -     | -     | 40    |
| 10.º          | David Gaudu      | Groupama-FDJ               | 35    | -     | -     | 35    |